# Jungfrukamssläktet
Jungfrukamssläktet (Aphanes) är ett taxon i familjen rosväxter.

## Beskrivning
Arterna i släktet är ettåriga (anuella) örter. Bladen har formen av en hand. Stiplerna sitter på bägge sidor av bladskaftets bas och är sammanvuxna. På så sätt bildar de en tratt. Blommorna är små och grönfärgade.
Frukterna är små nötter som innehåller en enda frö.

## Utbredning
Släktets arter förekommer i Amerika och Australien, från Västeuropa till Centralasien samt i östra Afrikas högland.

## Systematik
Jungfrukamsläktet räknas i familjen rosväxter till underfamiljen Rosoideae och där till tribus Potentilleae. Vanligen sammanfattas släktet med daggkåpesläktet (Alchemilla) och släktet Lachemilla i en undertribus.
Enligt Fischer, Oswald & Adler bildas släktet av 20 arter.
Molekylärbiologiska studier har visat att Aphanes är en monofyletisk grupp som utgör systergruppen till daggkåpesläktet.

## Etymologi
Det vetenskapliga namnet Aphanes kommer från grekiskan och betyder inte iögonfallande. Namnet syftar på blommorna.